# Ryūzaburō Ōtomo
Ryūzaburō Ōtomo (大友 龍三郎 Ōtomo Ryūzaburō) es un seiyū japonés nacido el 18 de mayo de 1952 en Tokio. Ha participado en series como Dragon Ball, One Piece, Digimon, Naruto, Saint Seiya Ω, entre otras. Ha trabajado para 81 Produce y Tokyo Actor's Consumer's Cooperative Society. Actualmente, está afiliado a Aoni Production.
Debido a su voz profunda, a menudo interpreta personajes villanos como el también actor de voz Norio Wakamoto. Ha asumido papeles actuales para los actores de voz Shigezō Sasaoka, Eiji Kanie, Shinji Nakae, Daisuke Gōri, Kenji Utsumi y Hirotaka Suzuoki después de sus muertes. Varios de sus papeles de doblaje de películas extranjeras los ocupa Tesshō Genda en diferentes ediciones de esas películas sigilosas.

## Roles interpretados

### Series de Anime
- Astroboy (2003) como Gafu
- Beet the Vandel Buster: Excellion como Grifas
- Bleach como Aaroniero Arruruerie (Voz grave)
- Bobobo como el Capitán Battleship
- Bōken Ō Beet como Grineed
- Campione! como Melqart
- Cowboy Bebop como Abdul Hakim
- Dandadan como el Monstruo de Flatwoods
- Darker than Black: Ryūsei no Gemini como Gorō Kobayashi
- Detective Conan como Atsushi Mori, Masashi Rokuda, Okita, Shiro Hiraoka, Takashi Itakura y Tomoaki Okuda
- Digimon Adventure como Vamdemon (Myotismon) y VenomVamdemon (VenomMyotismon)
- Digimon Frontier como Cherubimon/Kerpymon
- Digimon Universe: Appli Monsters como Deusmon
- Digimon Xros Wars como Setmon
- Digimon Xros Wars:Toki wo Kakeru Shounen Hunter-tachi como Ogremon
- Dr. Slump (1997) como King Yama
- Dragon Ball GT como el Dragón de 6 estrellas (Liu Shin Ron/Ryu Shin Ron)
- Dragon Ball Kai como Gyūmaō/Ox Satan, King Cold y Porunga
- Dragon Ball Z como Dabra o Dabura
- Eden's Bowy como Rumezavia
- El Hazard: The Wanderers como Lord Galus
- El largo viaje de Porphy como Burns
- Ergo Proxy como Aldeano Mayor
- Excel Saga como Kabapu y Corleone
- Fullmetal Alchemist: Brotherhood como Bucaneer
- Fushigi Yūgi como Ashitare
- GeGeGe no Kitarō (1996) como Oborosha, Mizutora y Umi Osho
- GeGeGe no Kitarō (2007) como Bake-Tourou, Golem, Kuro-Bouzu, Onmyoutou y Yaksha
- GeGeGe no Kitarō (2018) como Enma-Daiō
- Gokū Gaiden! Yūki no akashi wa Sì Xīngqiú como Yōmaō
- Gregory Horror Show como el Chef del Infierno/Hell's Chef
- Gulliver Boy como Baniria
- Gundam 00 como Homer Katagiri
- Gungrave como Bear Walken
- Hakaba Kitarō como Drácula IV
- Hakugei: Legend of the Moby Dick como Baba
- Initial D: Fourth Stage como Kouzou Hoshino
- InuYasha como Hosenki
- Jikū Tenshō Nazca como Auros
- Kaiketsu Zorori como Kichizō Kumada
- Kekkaishi como Sasorigama/Ayakashi
- Kiba como J. Rock
- Kiddy Girl-and como Basil
- Kindaichi Shounen no Jikenbo como Ohgawara
- King of Bandit Jing como Baffle d'Ice
- Kyūketsuhime como Shinma Dragon-Fang
- Las misteriosas ciudades de oro como Kuruga
- Machine Robo: Chronos no Gyakushuu como Asura
- Machine Robo: The Running Battlehackers como Dylan
- Macross 7 como Gigante A
- Mahō Tsukai no Yome como Nevin
- MÄR como el Rey/Orbe Demoníaco
- Mobile Suit Gundam AGE como Fezarl Ezelcant
- Montana Jones como Lord Zero
- Mugen Senki Portriss como Granda
- Naruto Shippūden como Gataro
- Ninja Scroll: la serie como Gouten
- One Outs como Brooklyn
- One Piece como Crocodile
- Pani Poni Dash! como Hirosuke
- Pet Shop of Horrors como Kirin
- Planetes como Hakim Ashmead
- Pokémon como Fushigibana y Muramasa
- Saber Marionette J como Fausto IX
- Saber Marionette J to X como Shoukura
- Sailor Moon S como Guardia de Seguridad
- Saint Seiya Ω como Ionia de Capricornio
- Samurai 7 como Genzo
- Samurai Champloo como Ishimatsu
- Seirei no Moribito como Karbo
- Seisho Monogatari como Nabucodonosor
- Shadow Skill como Shia Karn
- Shaman King (2021) como Isao Gumakura
- Shigurui como Unryusai Kanaoka
- Soreike! Anpanman como Kaseki no Maō
- Souten no Ken como Ke-Rong Jin
- Speed Grapher como el Padre Kanda
- Street Fighter II-V como Black Snake
- Super Gals! Kotobuki Ran como el padre de Mami Honda
- Tate no Yūsha no Nariagari como El Dragón Zombie
- Tenjō Tenge como Kaiba Natsume
- Time Bokan Series: Zendaman como Musashi
- Trigun como Denim
- Tokyo Ghoul como Iwao Kuroiwa
- Virtua Fighter como Jeffry McWild
- Weiß Kreuz como Shigemi Yokoo
- Wolverine como Omega Rojo
- Yokoyama Mitsuteru Sangokushi como Dong Zhou
- Yu-Gi-Oh! (1998) como Tetsu Ushio
- Zatch Bell! como Demort

### OVAs
- Bastard!! como Abigail
- Black Jack como Patterson
- Captain Harlock: Endless Odissey como Onizuka
- El Hazard como Lord Galus
- Fushigi Yūgi como Ashitare
- Hakkenden: Legend of the Dog Warriors como Awayuki
- Hellsing Ultimate como Rob Walsh
- Hyper Future Vision GUNNM como Grewcica
- Legend of the Galactic Heroes como Guen van Hugh y Sandor Alarcon
- Macross Zero como D.D. Ivanov
- Malice@Doll como Devo@Leukocyte
- Melty Lancer como el Comandante EMP
- New Dominion Tank Police como Gorzman
- Ninja Resurrection como Date Satoshi
- Ogre Slayer como Otakemaru
- Riki-Oh: La pared del infierno como Bando
- Riki-oh: El chico de la destrucción como Washizaki
- Ruin Explorers como Sargus
- Slayers Special como Galda
- Sohryuden: Legend of the Dragon Kings como McMahon
- Super Dimensional Fortress Macross II: Lovers Again como Dennis Lone

### Películas
- Detective Conan: El barco perdido en el cielo como el líder de los Red Siamese Cat
- Doraemon y los piratas de los mares del sur como el Robot Kumo
- Dragon Ball Z: La batalla de los dioses como Gyūmaō/Ox Satan
- Lupin III: Vivo o muerto como Warden
- Mobile Suit Gundam F91 como Nanto Roos
- Naruto Shippūden 4: La torre perdida como Mukade/Anrokuzan
- Ninja Scroll como Tessai
- One Piece: The Desert Princess and the Pirates como Crocodile
- Pokémon The First Movie: Mewtwo Strikes Back como Venusaur
- Street Fighter Zero Movie como Birdie
- Tenchi Muyō! in Love como Kain
- Vampire Hunter D: Bloodlust como Nolt

### Videojuegos
- Ace Combat Zero: The Belkan War como Dominic "Schwarze Leader" Zubov
- American McGee's Alice como el Gato de Cheshire y Jabberwock/Fablistanon
- Crash Bandicoot: The Wrath of Cortex como Uka Uka
- Crash Bandicoot 3: Warped como Uka Uka
- Crash Bash como Uka Uka
- Crash Team Racing como Uka Uka
- Crash Twinsanity como Uka Uka
- Dragon Ball: Raging Blast 2 como Dabura y Porunga
- Dragon Ball Z: Battle of Z como Dabura
- Dragon Ball Z: Budokai 2 como Dabura
- Dragon Ball Z: Budokai 3 como Dabura
- Dragon Ball Z: Budokai Tenkaichi como Dabura
- Dragon Ball Z: Budokai Tenkaichi 2 como Dabura
- Dragon Ball Z: Budokai Tenkaichi 3 como Dabura
- Dragon Ball Z: Infinite World como Dabura
- Dragon Ball Z: Shin Budokai - Another Road como Dabura
- Dragon Ball Z: Ultimate Battle 22 como Dabura
- Dragon Ball Z: Ultimate Tenkaichi como Porunga
- Final Fantasy Crystal Chronicles: The Crystal Bearers como Jegran
- Final Fantasy XII como el Juez Zargabaath
- JoJo's Bizarre Adventure: All Star Battle como Cameo
- Hokuto Musou como Uighur
- Kid Icarus: Uprising como Poseidón
- Mega Man X4 como el General
- Ninja Gaiden II como Genshin
- One Piece: Pirate Warriors como Crocodile
- One Piece: Pirate Warriors 2 como Crocodile
- Shadow Hearts Covenant como Grigori Rasputin
- Shadow the Hedgehog como Black Doom
- Soulcalibur: Broken Destiny como Astaroth
- Soulcalibur II como Astaroth
- Soulcalibur III como Astaroth
- Soulcalibur IV como Astaroth
- Soulcalibur Legends como Astaroth
- Soulcalibur V como Astaroth
- Star Wars: Galactic Battlegrounds como Darth Vader
- Tales of Xillia como Jiao
- Tales of Xillia 2 como Jiao
- Trinity: Souls of Zill O'll como Balor
- Ys III: Wanderers from Ys como el Rey McGuire

### Tokusatsu
- Jūken Sentai Gekiranger como Gorrie Yen[1]
- Kamen Rider Decade como Chinomanako
- Mirai Sentai Timeranger como Don Dorunero
- Kamen Rider Wizard como Wizardragon

### Doblaje
- 24 como Habib Marwan
- Alicia en el país de las maravillas como Absolem, la Oruga Azul
- Batman y Robin como el Sr. Frío
- Daredevil como Kingpin
- Delgo como Elder Marley
- El planeta del tesoro como Scroop
- Hércules como Nesso/Nessus
- Highlander como Kurgan/Victor Kruger
- Home on the Range como Rico
- Iron Man como Nick Fury
- Los gatos no bailan como Max
- Spider-Man: The New Animated Series como Kingpin
- Tío Grandpa como el Sr. Gus
- Las Tortugas Ninja como Cabeza de Piel/Leatherhead y el Rey Rata/Rat King